# Massacre da Gravata Vermelha
O massacre da Gravata Vermelha foi um acontecimento da Guerra de Canudos, ocorrido em 22 de setembro de 1897,  que resultou em aproximadamente 15 mil civis mortos pelo Exército Brasileiro. O evento é conhecido como o maior crime na história do Exército Brasileiro.

## Acontecimentos
Após a morte de Antônio Conselheiro, os conselheiristas (seus seguidores) foram "derrotados" pelo Exército Brasileiro em sua quarta excursão sob comando do ministro da Guerra marechal Carlos Machado de Bittencourt com apoio do presidente Prudente de Morais. Após a derrota e rendição dos conselheiristas , civis moradores de Canudos se enrolaram em panos brancos. A grande maioria dos sobreviventes da guerra se rendeu, sobrando para a defesa da cidade apenas quatro conselheiristas que defendiam o túmulo de Antônio Conselheiro. Os primeiros moradores a andarem em direção ao exército foram as mulheres e as crianças e logo atrás vieram os homens.
E então, por vingança à morte de Carlos Machado de Bittencourt, todos os cerca de 15 mil conselheiristas foram assassinados. Alguns sobreviventes foram mulheres foram estupradas e logo após assassinadas. Todos os prisioneiros foram mortos por decapitação sem direito de defesa, já que estavam fragilizados e rendidos pelo exército.
O corpo de Antônio Conselheiro foi desenterrado e sua cabeça foi decapitada e cortada ao meio, deixando assim o líder desfigurado.

## Referencias
- Arinos, Afonso (1985). Os Jagunços 3 ed. [S.l.]: Philobiblion. 319 páginas. Consultado em 21 de dezembro de 2014
- Arinos de Belém (1940). História de Antônio Conselheiro - Campanha de Canudos. Belém: Casa Editora de Francisco Lopes
- Benício, Manoel (1997). O Rei dos Jagunços: crônica histórica e de costumes sertanejos sobre os acontecimentos de Canudos 2 ed. Rio de Janeiro: Editora Fundação Getúlio Vargas. Consultado em 21 de dezembro de 2014
- Bombinho, Manuel Pedro das Dores (2002). Canudos, história em versos 2 ed. São Paulo: Hedra, Imprensa Oficial do Estado e Editora da Universidade Federal de São Carlos. 340 páginas. ISBN 9788585173883. Consultado em 21 de dezembro de 2014
- Silva, José Calasans Brandão da (1959). No Tempo de Antônio Conselheiro. Salvador: Aguiar & Souza. 121 páginas. Consultado em 21 de dezembro de 2014
- Cunha, Euclides da (1902). Os Sertões 1 ed. Rio de Janeiro: Laemmert
- Cunningham Graham, R. B (1919). A Brazilian Mystic (em inglês). [S.l.]: Dial Press
- Galvão, Walnice Nogueira (1977). No Calor da Hora - a guerra de Canudos nos jornais. São Paulo: Ática
- Horcades, Alvim Martins (1996). Descrição de uma viagem a Canudos 2 ed. Salvador: EDUFBA
- Macedo Soares, Henrique Duque-Estrada de (1902). A Guerra de Canudos. Rio de Janeiro: Typ. Altiva
- Marchal, Lucien (1952). Le Mage du Sertão (em francês). Paris: Plon
- Moniz, Edmundo (2001). Canudos A Luta Pela Terra. [S.l.]: Gaia/Global
- Moniz, Edmundo (1978). A Guerra Social de Canudos. Rio de Janeiro: Civilização Brasileira
- Vargas Llosa, Mario (1981). A guerra do fim do mundo. Barcelona: Objetiva. 553 páginas. ISBN 9788560281497. Consultado em 21 de dezembro de 2014
- Monteiro, Vanessa (2007). Canudos: as crianças do sertão como butim de guerra. Rio de Janeiro: PUC-Rio